# Esoterica
Esoterica est une revue américaine spécialisée dans l'histoire de l'ésotérisme. Créée en 1999 elle est diffusée gratuitement en ligne. Son rédacteur en chef Arthur Versluis (Michigan State University) et son comité de rédactions est composé surtout d'universitaires nord-américains, mais aussi de spécialistes français tels Jean-Pierre Brach et Antoine Faivre.  

## Comité de rédaction
- David Appelbaum
- Jean-Pierre Brach
- Christopher Celenza
- Antoine Faivre
- Claire Fanger
- Wouter Hanegraaff
- Ariel Hessayon
- Lee Irwin
- Jacob Needleman
- John Richards